# أسوار المدابغ (فلم)
أسوار المدابغ هو فيلم مصري عرض عام 1983، بطولة فريد شوقي ومحمود ياسين وحسين فهمي وصفية العمري، ومن إخراج شريف يحيى.

## قصة الفيلم
يسيطر المعلم خليل على تجارة الجلود بالحي، وابنه فاضل يكون بمثابة ذراعه الأيمن، أما ابنه الآخر حسين فهو يساند العمال، يقرر محسن إعادة تشغيل مدبغة والده الراحل مما يثير قلق خليل. يسلط عليه أحد أعوانه، فيمنحه سلفًا بفوائد حتى تتراكم عليه الديون، ويتم الحجز على المدبغة، وعندما يفشل محسن في تدبير المبلغ يضطر إلى العمل عند المعلم خليل، تتدهور حالته. يكتشف ما فعله خليل، فيتخذ قرارا قتله ، ولكنه يفاجأ بوفاته، يحل فاضل محل والده ويواجهه محسن بجريمة والده. يشتبكان وتكون النتيجة أن يقتله فاضل.

## طاقم التمثيل
- فريد شوقي: (المعلم خليل جلابو)
- محمود ياسين: (محسن)
- حسين فهمي: (فاضل)
- صفية العمري: (شقاوة)
- سميرة صدقي: (منيرة مرسي)
- إبراهيم الشرقاوي: (حسين)
- وحيد سيف: (حسيب)
- صلاح نظمي: (المعلم مرسي)
- سحر رامي
- روعة الكاتب: (مديحة)
- نجوى الموجي: (زيزي - فتاة الليل)
- راوية سعيد: (بدرية)
- المنتصر بالله: (سعيد)
- عبد الوهاب خليل: (زيني - القهوجي)
- حسني عبد الجليل
- محمد سالم زعزع: (طفل)

## فريق العمل
- إخراج: شريف يحيى
- قصة: إسماعيل ولي الدين
- سيناريو وحوار: عصام الجمبلاطي
- مدير التصوير: سمير فرج
- مونتاج: يوسف الملاخ
- موسيقى تصويرية: جمال سلامة
- إنتاج: فالكون للسينما والتلفزيون (رياض العقاد)
- توزيع داخلي: أفلام النصر (محمد حسن رمزي)
- توزيع خارجي: الشركة اللبنانية للتجارة والاستثمار السينمائي (صبّاح إخوان)